# Saint-Martin-d’Auxigny
Saint-Martin-d’Auxigny település Franciaországban, Cher megyében. Lakosainak száma 2525 fő (2022. január 1.). Saint-Martin-d’Auxigny Allogny, Méry-ès-Bois, Quantilly, Saint-Éloy-de-Gy, Saint-Georges-sur-Moulon, Saint-Palais és Vasselay községekkel határos.

## Népesség
A település népessége az elmúlt években az alábbi módon változott:
| Lakosok száma | 1659 | 1705 | 1909 | 2076 | 2293 | 2340 | 2397 | 2447 | 2484 | 2525 |
|               | 1968 | 1982 | 1990 | 2006 | 2013 | 2015 | 2017 | 2019 | 2020 | 2022 |